# Big Major Cay
Big Major Cay, także Pig Beach – bezludna wyspa i rafa koralowa położona w dystrykcie Exuma, na Bahamach. Wyspa wzięła swoją nieoficjalną nazwę od faktu, że zamieszkuje ją kolonia dzikich świń, które są przyzwyczajone do pływania w morzu.

## Geografia
Wyspa jest znana w kulturze popularnej jako „plaża świń”, chociaż na Bahamach istnieją inne wyspy z pływającymi świniami. Na wyspie znajdują się trzy źródła słodkiej wody.

## Historia
Geneza pojawienia się świń na rafie nie została wyjaśniona i udowodniona. Nie znaleziono jakiegokolwiek opisu tego, jak świnie znalazły się na rafie koralowej. Folklor i różne teorie głoszą wiele różnych scenariuszy, w tym przywiezienie przez piratów. Inna legenda głosi, że świnie przeżyły katastrofę statku i zdołały dopłynąć do brzegu; inne zaś źródła podają, że świnie uciekły z pobliskiej wysepki. Do tej tezy odnosi się większość badaczy, ponieważ świnie były hodowane dla mięsa na wyspie Staniel Cay. Świnie żyją głównie dzięki resztkom jedzenia wrzucanym do morza z przepływających statków czy jachtów.